# Zone des trois frontières

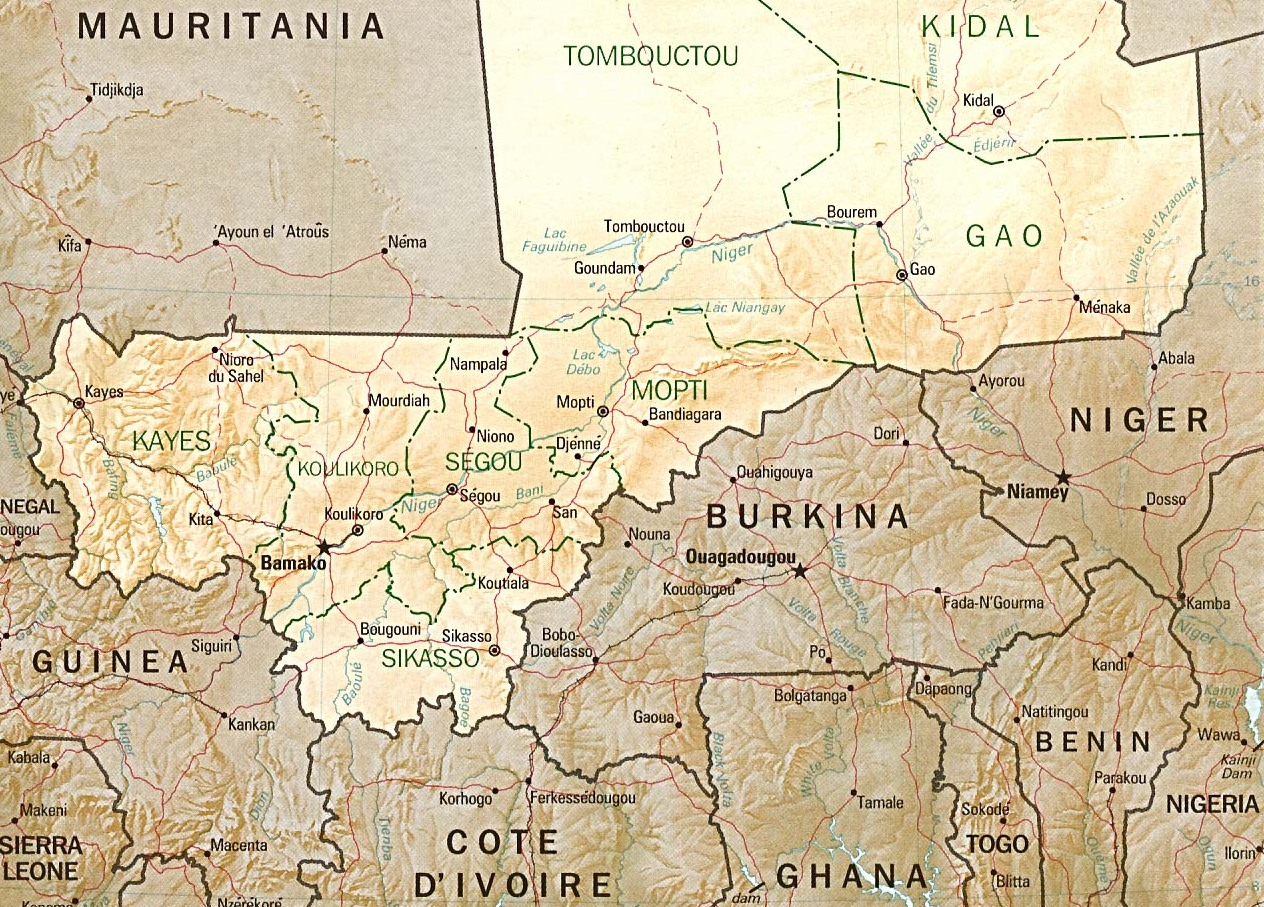
La zone des trois frontières est située entre le Mali, le Burkina Faso et le Niger

La zone des « trois frontières » est une zone géographique sans limite précise situé au Sahel entre trois pays : le Mali, le Burkina Faso et le Niger. Cette région particulièrement difficile à contrôler pour les gouvernements de ces trois États est très touchée par la contrebande et le terrorisme international. L'insécurité y est aggravée par la désertification croissante qui plonge les populations dans l'extrême pauvreté et augmentant les conflits pour l'accès aux ressources.
Depuis le début des années 2010, les groupes terroristes État islamique dans le Grand Sahara et Al-Qaïda au Maghreb islamique y prospèrent particulièrement. Alors que la Mali est en guerre civile depuis 2012, la région de Tillabéri au sud-ouest du Niger fait face à une flambée de violence entre 2019 et 2021, où près de 300 habitant sont tués en deux ans.